# Lademann-Realschule
Die Lademann-Realschule ist eine Realschule in der niedersächsischen Kreisstadt Helmstedt in Deutschland. Ein Großteil der Schüler kommt aus den umliegenden Dörfern der Stadt.

## Geschichte
Ihre Wurzeln sieht die Schule in der Landwirtschaftsschule, die 1892 in die Wilhelmstraße eingezogen war und 1897 den Charakter einer allgemeinbildenden Realschule annahm, da man nach deren Besuch die Mittlere Reife erreichen konnte. 1921 wurde sie dann zur Oberrealschule ausgebaut, 1938 jedoch geschlossen.
Die Realschule selbst wurde 1968 gegründet, um der stetig steigenden Schülerzahlen Herr zu werden. Die 1939 gegründete Mittelschule Helmstedt wurde geteilt, so dass die Realschule II (später Lademann-Realschule) in das Schulgebäude an der Amtsgasse einzog und die Realschule I (später Beireis-Realschule) vorerst im Gebäude an der Schulstraße blieb. Der Unterricht mit zwölf Klassen wurde aufgenommen.
Da das Schulgebäude an der Amtsgasse für die Lademann-Realschule jedoch wenig geeignet war, wechselte sie 1972 in das ehemalige Gebäude des Gymnasium Julianum an der Wilhelmstraße. So konnte man den immer noch steigenden Schülerzahlen mit den neuen Räumlichkeiten gerecht werden.
Namensgeberin der Schule ist die ehemalige Schulleiterin Emmi Lademann, die die Schule von 1919 bis 1956 leitete. An ihrem 84. Geburtstag, dem 20. Dezember 1974, erhielt die Realschule ihren offiziellen Namen „Lademann-Realschule“.

## Partnerschaften
- Collège Les Rochers Sévigné in Vitré, Frankreich